# Copa de Guatemala 2018-19
El Torneo de Copa de Guatemala 2018-19 fue la edición número 36 de la competición guatemalteca. Participaron en ella equipos de Liga Nacional, Primera, Segunda y Tercera División, estos dos últimos con cupos limitados. Dio inicio el 1 de agosto de 2018 y finalizó el 20 de febrero de 2019 donde el campeón fue Cobán Imperial ganando 3-1 a San Pedro.

## Equipos participantes
Disputaron el Torneo de Copa 2018-19 los equipos de las cuatro categorías del sistema de ligas del fútbol guatemalteco; tomándose como referencia la finalización de la temporada 2017-18, e iniciando de ciertas rondas preclasificatorias según la categoría del cupo que ocupan dentro de la competición los siguientes equipos: 
- Los doce equipos participantes de la Liga Nacional 2018-19
- Los veinte equipos participantes de la Primera División de Ascenso de Guatemala 2018-19
- Los cuatro mejores equipos de la tabla acumulada de la Segunda División de Guatemala 2017-18 que no lograron el ascenso.
- Los cuatro ascendidos a la liga antes mencionada desde la Tercera División de Guatemala 2017-18

### Equipos por división
| Liga Nacional          | Primera División               | Segunda División  | Tercera División (ascendidos a 2.ª División 2018-19) |
| ---------------------- | ------------------------------ | ----------------- | ---------------------------------------------------- |
| Antigua GFC            | Deportivo Achuapa              | AFF Palín         | Juventud Amatitlaneca                                |
| CD Chiantla            | Aurora FC                      | CD Ayutla         | Juventud Gomerana                                    |
| CD Cobán Imperial      | CSD Carchá                     | CD Coatepecano IB | Plataneros FC La Blanca                              |
| Comunicaciones FC      | Chimaltenango FC               | Panajachel FC     | AD Villa Nueva                                       |
| CD Guastatoya          | Comunicaciones B               | Zacapa            | Manatí                                               |
| CD Iztapa              | Deportivo Reu                  |                   |                                                      |
| AD Malacateco          | CD Jocotán                     |                   |                                                      |
| CSD Municipal          | CD Marquense                   |                   |                                                      |
| CD Petapa              | CSD Mictlán                    |                   |                                                      |
| Sanarate FC            | CD Mixco                       |                   |                                                      |
| Deportivo Siquinalá    | CD Nueva Concepción            |                   |                                                      |
| Xelajú Mario Camposeco | Quiché FC                      |                   |                                                      |
|                        | Rosario FC                     |                   |                                                      |
|                        | CSD Sacachispas                |                   |                                                      |
|                        | Deportivo San Pedro            |                   |                                                      |
|                        | CD Sansare                     |                   |                                                      |
|                        | FC Santa Lucía Cotzumalguapa   |                   |                                                      |
|                        | Club Social y Deportivo Sololá |                   |                                                      |
|                        | CSD Suchitepéquez              |                   |                                                      |
|                        | Universidad SC                 |                   |                                                      |

### Datos de los equipos
| Equipo                       | Entrenador            | Ciudad                               | Estadio                             | Capacidad | Fundación       | Patrocinador              | Uniforme        |
| ---------------------------- | --------------------- | ------------------------------------ | ----------------------------------- | --------- | --------------- | ------------------------- | --------------- |
| Antigua GFC                  | Mauricio Tapia        | Antigua Guatemala, Sacatepéquez      | Pensativo                           | 10 000    | 1959 (65 años)  | Horcalsa                  | Nino Sportswear |
| Deportivo Achuapa            | Irving Olivares       | El Progreso, Jutiapa                 | Estadio Manuel Ariza                | 3 000     | 1932 (92 años)  | Banrural                  | NS Sport        |
| AFF Palín                    |                       | Palín, Escuintla                     | Óscar Palín Estrada                 | 1 000     | 1995 (29 años)  | Municipalidad de Palín    | Arcón           |
| Aurora FC                    | Gabriel Castillo      | Ciudad de Guatemala                  | Estadio del Ejército                | 14 000    | 1945 (79 años)  | Claro                     | Demos Pro       |
| CD Ayutla                    | Daniel Berta          | Ayutla Tecún Umán, San Marcos        | Tecún Umán                          | 3 000     |                 | Municipalidad de Ayutla   | JaviSport       |
| CSD Carchá                   | Sergio Pardo          | San Pedro Carchá, Alta Verapaz       | Juan Ramón Ponce                    | 10 000    | 1962 (62 años)  | Muni Carchá               | Demos Pro       |
| CD Chiantla                  | Marvin Hernández      | Chiantla, Huehuetenango              | Los Cuchumatanes                    | 5 510     | 1980 (45 años)  | Banrural                  | Unitex          |
| Chimaltenango FC             | Otto Rodríguez        | Chimaltenango, Chimaltenango         | Municipal de Chimaltenango          | 3 000     | 1948 (77 años)  | Tigo                      | Arcón           |
| CD Coatepecano IB            | Néstor Soria          | Coatepeque, Quetzaltenango           | Israel Barrios                      | 3 000     | 1948 (76 años)  | Coatevisión               | Arcón           |
| CD Cobán Imperial            | Fabricio Benítez      | Cobán, Alta Verapaz                  | José Ángel Rossi                    | 15 600    | 1936 (88 años)  | Bantrab                   | Demos Pro       |
| Comunicaciones FC            | William Olivera       | Ciudad de Guatemala                  | Cementos Progreso                   | 30 000    | 1949 (75 años)  | Bantrab                   | Puma            |
| Comunicaciones B             | Iván Sopegno          | Ciudad de Guatemala                  | Cementos Progreso                   | 30 000    | 1949 (75 años)  | Bantrab                   | Puma            |
| Deportivo Reu                | Manuel Castañeda      | Retalhuleu, Retalhuleu               | Óscar Monterroso Izaguirre          | 10 000    | 2013 (11 años)  | Banrural                  | JaviSport       |
| CD Guastatoya                | Amarini Villatoro     | Guastatoya, El Progreso              | David Cordón Hichos                 | 3 100     | 2010 (14 años)  | Banrural                  | Demos Pro       |
| CD Iztapa                    | Francisco Melgar      | Iztapa, Escuintla                    | Armando Barillas                    | 10 750    |                 | Banrural                  | Nevimar         |
| Juventud Amatitlaneca        | Misael Orellana       | Amatitlán, Guatemala                 | Guillermo Slowing                   | 7 000     | 1962 (62 años)  | Banrural                  | Independiente   |
| Juventud Gomerana            | Rudy Rosales          | La Gomera, Escuintla                 | Pedro Coronado                      | 2 000     | 2014 (10 años)  | Muni La Gomera            | Independiente   |
| CD Jocotán                   | Julio César Englenton | Jocotán, Chiquimula                  | Municipal Olimpia                   | 2 000     |                 | Banrural                  | Demos Pro       |
| AD Malacateco                | Ronald Gómez          | Malacatán, San Marcos                | Santa Lucía                         | 9 500     | 1962 (62 años)  | Muni Malacatán            | Nevimar         |
| CD Marquense                 | César Fonseca         | San Marcos, San Marcos               | Marquesa de la Ensenada             | 9 500     | 1958 (66 años)  | Bantrab                   | Freedom         |
| CSD Mictlán                  | José Garnica          | Asunción Mita, Jutiapa               | La Asunción                         | 4 500     | 1960 (64 años)  | Bantrab                   | Demos Pro       |
| CSD Mixco                    | Milton Cabrera        | Mixco, Guatemala                     | Complejo Polideportivo de Mixco     | 1 500     | 1964 (60 años)  | Banrural                  | Independiente   |
| CSD Municipal                | Horacio Cordero       | Ciudad de Guatemala                  | El Trébol                           | 10 000    | 1936 (88 años)  | Pepsi                     | Umbro           |
| CD Nueva Concepción          | Julio Gayol           | Nueva Concepción, Escuintla          | José Luis Ibarra                    | 3 500     |                 | Oto Lima                  | MG Sports       |
| Panajachel FC                | Julio Ariz Leiva      | Panajachel, Sololá                   | Municipal San Francisco             | 1 500     | 2016 (8 años)   | Muni Pana                 | América         |
| CD Petapa                    | Rafael Loredo         | San Miguel Petapa, Guatemala         | Julio A. Cóbar                      | 7 500     | 1979 (45 años)  | Banrural                  | Freedom         |
| Plataneros FC                |                       | La Blanca, San Marcos                | Estadio Municipal                   | 1 000     | 2015 (9 años)   | La Blanca                 | Independiente   |
| Quiché FC                    | Henry Barrientos      | Santa Cruz del Quiché, Quiché        | Municipal de Santa Cruz             | 2 000     | 1956 (68 años)  | Farmacias Batres          | JaviSports      |
| Rosario FC                   | Wálter González       | Quetzaltenango, Quetzaltenango       | Futeca Xela                         | 700       | 2014 (10 años)  | Bantrab                   | Umbro           |
| CSD Sacachispas              | Marlon Iván León      | Chiquimula, Chiquimula               | Las Victorias                       | 9 700     | 1949 (75 años)  | Banrural                  | Milán           |
| Deportivo San Pedro          | Adán Paniagua         | San Pedro Sacatepéquez, San Marcos   | Municipal de San Pedro              | 9 000     | 1992 (32 años)  | Muni San Pedro            | Freedom         |
| Sanarate FC                  | Pablo Centrone        | Sanarate, El Progreso                | Municipal de Sanarate               | 3 500     | 1958 (67 años)  | Cementos Progreso         | Demos Pro       |
| CD Sansare                   | Juan Carlos Espinoza  | Sanarate, El Progreso                | Las Victorias de Sansare            | 2 500     |                 | Zeta Gas                  | Arcón           |
| FC Santa Lucía Cotzumalguapa | Juan Alberto Salguero | Santa Lucía Cotzumalguapa, Escuintla | Municipal Santa Lucía Cotzumalguapa | 9 500     | 1990 (34 años)  | Banrural                  | JaviSports      |
| Deportivo Siquinalá          | Keny Colindres        | Siquinalá, Escuintla                 | Mateo Sicay Paz                     | 2 500     | 2004 (20 años)  | Muni Siqui                | Milán           |
| Sololá FC                    | Jaime Cáceres         | Sololá, Sololá                       | Xambá                               | 2 500     | 1952 (72 años)  | Micoope                   | Demos Pro       |
| CSD Suchitepéquez            | Eduardo Méndez        | Mazatenango, Suchitepéquez           | Carlos Salazar Hijo                 | 10 500    | 1960 (64 años)  | Tigo                      | Milán           |
| Universidad SC               | Sergio Guevara        | Ciudad de Guatemala                  | Revolución                          | 5 500     | 1922 (103 años) | Pepsi                     | Nevimar         |
| A D Villanueva               | Nery Gordillo         | Villa Nueva, Guatemala               | Municipal de Barcenas               | 2 000     | 1985 (33 años)  | Municipalidad Villa Nueva | Diseños DJM     |
| Xelajú Mario Camposeco       | Ramiro Cepeda         | Quetzaltenango, Quetzaltenango       | Mario Camposeco                     | 15 575    | 1942 (82 años)  | Pepsi                     | Demos Pro       |
| Zacapa                       | Gabriel Castillo      | Zacapa                               | Estadio del Ejército                | 14 000    | 1951 (73 años)  | Nevimar                   | Tigo            |

### Equipos por departamento
Ordenados por cantidad y categorías.
| Departamento   | N.º | Equipos                                                                                                  |
| -------------- | --- | --- |
| Guatemala      | 9   | Comunicaciones, Municipal, Petapa, Cremas B, Aurora FC, Universidad SC, Mixco, Amatitlán, AD Villa Nueva |
| Escuintla      | 6   | Siquinalá, Iztapa, Santa Lucía, Nueva Concepción, Juventud Gomerana, AFF Palín                           |
| San Marcos     | 5   | Malacateco, Marquense, San Pedro, Ayutla, Plataneros.                                                    |
| El Progreso    | 3   | Guastatoya, Sanarate, Sansare                                                                            |
| Quetzaltenango | 3   | Xelajú, Rosario, Coatepecano                                                                             |
| Alta Verapaz   | 2   | Cobán Imperial Carchá                                                                                    |
| Chiquimula     | 2   | Sacachispas, Jocotán                                                                                     |
| Jutiapa        | 2   | Mictlán, Deportivo Achuapa                                                                               |
| Sololá         | 2   | Sololá, Panajachel                                                                                       |
| Sacatepéquez   | 1   | Antigua                                                                                                  |
| Huehuetenango  | 1   | Deportivo Chiantla                                                                                       |
| Suchitepéquez  | 1   | Suchitepéquez                                                                                            |
| Zacapa         | 1   | Zacapa                                                                                                   |
| Chimaltenango  | 1   | Chimaltenango                                                                                            |
| Retalhuleu     | 1   | Deportivo Reu                                                                                            |
| Quiché         | 1   | Quiché                                                                                                   |

## Calendario y formato
| Ronda                        | Fechas                                                         | Llaves | Clubes | Detalles |
| ---------------------------- | -------------------------------------------------------------- | ------ | ------ | --- |
| Ronda de preclasficiación I  | Ida: 1 de agosto de 2018 Vuelta: 8 de agosto de 2018           | 4      | 8      | Participantes: Cuatro clubes ascendidos desde la Tercera División a la Segunda División. Cuatro clubes mejor posicionados en la tabla acumulada de la temporada 2017-18 de la Segunda División que no lograron el ascenso. Localía: El equipo de mejor categoría jugará la vuelta de local. |
| Ronda de preclasificación II | Ida: 15 de agosto de 2018 Vuelta: 22 de agosto de 2018         | 4      | 8      | Participantes: Dos clubes peor clasificados NO descendidos de la Primera División 2017-18. Dos clubes descendidos de la Liga Nacional 2017-18 a la Primera División Cuatro clubes clasificados de la ronda de preclasificación I. Localía: El equipo de mejor categoría jugará la vuelta de local. |
| Dieciseisavos de final       | Ida: 12 de septiembre de 2018 Vuelta: 20 de septiembre de 2018 | 16     | 32     | Participantes: Diez clubes participantes de la Liga Nacional 2017-18 Dos clubes ascendidos de la Primera División 2017-18 a la Liga Nacional 2018-19 Trece mejores clubes participantes de la Primera División 2017-18 (3° al 15°) Tres clubes ascendidos de la temporada 2017-18 de la Segunda División. Cuatro clubes clasificados de la ronda de preclasificación II. Localía: El equipo de mejor categoría jugará la vuelta de local, de ser ambos de la misma categoría, el mejor clasificado de la tabla acumulada en la temporada 2017-18 jugará la vuelta de local. |
| Octavos de final             | Ida: 17 de octubre de 2018 Vuelta: 24 de octubre de 2018       | 8      | 16     | Participantes: Dieciséis clubes clasificados de los dieciseisavos de final. Localía: El equipo de mejor categoría jugará la vuelta de local, de ser ambos de la misma categoría, el mejor clasificado de la tabla acumulada en la temporada 2017-18 jugará la vuelta de local. |
| Cuartos de final             | Ida: 14 de noviembre de 2018 Vuelta: 21 de noviembre de 2018   | 4      | 8      | Participantes: Ocho clubes clasificados de los octavos de final. Localía: El equipo de mejor categoría jugará la vuelta de local, de ser ambos de la misma categoría, el mejor clasificado de la tabla acumulada en la temporada 2017-18 jugará la vuelta de local. |
| Semifinales                  | Ida: 9 de enero de 2019 Vuelta: 23 de enero de 2019            | 2      | 4      | Participantes: Cuatro clubes clasificados de los cuartos de final. Localía: El equipo de mejor categoría jugará la vuelta de local, de ser ambos de la misma categoría, el mejor clasificado de la tabla acumulada en la temporada 2017-18 jugará la vuelta de local. |
| Final                        | Ida: 6 de febrero de 2019 Vuelta: 20 de febrero de 2019        | 1      | 2      | Participantes: Dos clubes clasificados de las semifinales. Localía: El equipo de mejor categoría jugará la vuelta de local, de ser ambos de la misma categoría, el mejor clasificado de la tabla acumulada en la temporada 2017-18 jugará la vuelta de local. |

## Preclasificación

### Preclasificación I
Disputaron la preclasificación I los 4 clubes ascendidos desde la Tercera División 2017-18 a la Segunda División 2018-19 y los 4 clubes mejor posicionados de la tabla acumulada de la temporada 2017-18 de la Segunda División que no consiguieron ascender.
Villa Nueva - AFF Palín
| Ida; 1 de agosto de 2018 | Villa Nueva FF | 0:0 (0:0) | AFF Palín | Municipal de Barcenas, Villa Nueva |  |

| Vuelta; 8 de agosto de 2018 | AFF Palín | 2:1 (1:1) (Global 2:1) | Villa Nueva FF | Estadio Óscar Palín Estrada, Palín |  |

Juventud Amatitlaneca - Panajachel
| Ida; 1 de agosto de 2018 | Juventud Amatitlaneca | 1:0 (0:0) | Panajachel FC | Estadio Guillermo Slowing, Amatitlán |  |

| Vuelta; 8 de agosto de 2018 | Panajachel FC | 1:1 (1:1) (Global 1:2) | Juventud Amatitlaneca | Estadio Municipal San Franciso, Panajachel |  |

Plataneros FC La Blanca - CSD Ayutla
| Ida; 1 de agosto de 2018 | Plataneros FC La Blanca | 1:4 (1:3) | CSD Ayutla | Estadio La Blanca, La Blanca |  |

| Vuelta; 8 de agosto de 2018 | CSD Ayutla | 2:3 (1:2) (Global 6:4) | Plataneros FC La Blanca | Estadio Tecún Umán, Ayutla Tecún Umán |  |

Juventud Gomerana - Coatepecano IB
| Ida; 1 de agosto de 2018 | Juventud Gomerana FC | 0:1 (0:0) | Coatepecano IB | Estadio Pedro Coronado, La Gomera |  |

| Vuelta; 8 de agosto de 2018 | Coatepecano IB | 4:1 (2:0) (Global 5-1) | Juventud Gomerana FC | Estadio Israel Barrios, Coatepeque |  |

### Preclasificación II
Disputarán la preclasificación II los dos clubes descendidos de la Liga Nacional 2017-18 y los clubes no descendidos peor clasificados de cada grupo en la temporada 2017-18 de la Primera División.
AFF Palín - Deportivo Mixco
| Ida; 15 de agosto de 2018 | AFF Palín          | 1:1 (1:1) | Deportivo Mixco           | Estadio Óscar Palín Estrada, Palín |  |
|                           | Kevin Castillo 24' |           | Kevin Castillo (a.g.) 14' |                                    |  |

| Vuelta; 22 de agosto de 2018 | Deportivo Mixco | 1:0 (1:0) (Global 2-1) | AFF Palín | Complejo Polideportivo de Mixco, Mixco |  |

Juventud Amatitlaneca - Chimaltenango FC
| Ida; 15 de agosto de 2018 | Juventud Amatitlaneca | 1:2 (0:1) | Chimaltenango FC                       | Estadio Guillermo Slowing, Amatitlán |  |
|                           | Julio Mejicanos 83'   |           | Gonzalo Deras 18' · Estuardo Rivas 89' |                                      |  |

| Vuelta; 22 de agosto de 2018 | Chimaltenango FC | 2:2 (2:2) (Global 4-3) | Juventud Amatitlaneca | Estadio Municipal de Chimaltenango, Chimaltenango |  |

CSD Ayutla - CD Marquense
| Ida; 15 de agosto de 2018 | CSD Ayutla                          | 2:1 (1:1) | CD Marquense    | Estadio Tecún Umán, Ayutla Tecún Umán |  |
|                           | José García 45' · Randy Padilla 76' |           | Carlos Rodas 3' |                                       |  |

| Vuelta; 22 de agosto de 2018 | CD Marquense | 2:0 (2:0) (Global 3-2) | CSD Ayutla | Estadio Marquesa de la Ensenada, San Marcos |  |

Coatepecano IB - CSD Suchitepéquez
| Ida; 15 de agosto de 2018 | Coatepecano IB                              | 2:3 (1:2) | CSD Suchitepéquez                                             | Estadio Israel Barrios, Coatepeque |  |
|                           | Carlos Rodríguez 12' · Carlos Rodríguez 89' |           | Heberth Motta 23' · German Esquivel 41' · Edwin Villatoro 80' |                                    |  |

| Vuelta; 22 de agosto de 2018 | CSD Suchitepéquez | 1:0 (1:0) (Global 4-2) | Coatepecano IB | Estadio Carlos Salazar Hijo, Mazatenango |  |

## Fase final

### Cuadro de desarrollo
| Dieciseisavos de final                       | Dieciseisavos de final | Dieciseisavos de final | Dieciseisavos de final |  |                  | Octavos de final  | Octavos de final | Octavos de final | Octavos de final |  |  | Cuartos de final | Cuartos de final | Cuartos de final | Cuartos de final |  |  | Semifinales      | Semifinales | Semifinales | Semifinales |  |  | FINAL          | FINAL |
|                                              |                        |                        |                        |  |                  |                   |                  |                  |                  |  |  |                  |                  |                  |                  |  |  |                  |             |             |             |  |  |                |       |
| Municipal                                    | 0                      | 1                      | 1(4)                   |  |                  |                   |                  |                  |                  |  |  |                  |                  |                  |                  |  |  |                  |             |             |             |  |  |                |       |
| Deportivo Mixco                              | 1                      | 0                      | 1(5)                   |  |                  | Deportivo Mixco   | 1                | 1                | 2(v)             |  |  |                  |                  |                  |                  |  |  |                  |             |             |             |  |  |                |       |
| Petapa                                       | 1                      | 2                      | 3                      |  | Aurora           | 0                 | 2                | 2                |                  |  |  |                  |                  |                  |                  |  |  |                  |             |             |             |  |  |                |       |
| Aurora                                       | 1                      | 2                      | 3(v)                   |  |                  |                   |                  |                  |                  |  |  | Deportivo Mixco  | 0                | 1                | 1                |  |  |                  |             |             |             |  |  |                |       |
| Mictlán                                      | 0                      | 1                      | 1                      |  |                  |                   |                  |                  |                  |  |  | Cobán Imperial   | 1                | 1                | 2                |  |  |                  |             |             |             |  |  |                |       |
| Deportivo Achuapa                            | 3                      | 2                      | 5                      |  |                  | Deportivo Achuapa | 2                | 0                | 2                |  |  |                  |                  |                  |                  |  |  |                  |             |             |             |  |  |                |       |
| Cobán Imperial                               | 1                      | 3                      | 4                      |  | Cobán Imperial   | 0                 | 5                | 5                |                  |  |  |                  |                  |                  |                  |  |  |                  |             |             |             |  |  |                |       |
| Carchá                                       | 0                      | 0                      | 0                      |  |                  |                   |                  |                  |                  |  |  |                  |                  |                  |                  |  |  | Cobán Imperial   | 1           | 2           | 3           |  |  |                |       |
| Malacateco                                   | 1                      | 1                      | 2                      |  |                  |                   |                  |                  |                  |  |  |                  |                  |                  |                  |  |  | Iztapa           | 1           | 1           | 2           |  |  |                |       |
| Rosario                                      | 1                      | 0                      | 1                      |  |                  | Malacateco        | 0                | 0                | 0                |  |  |                  |                  |                  |                  |  |  |                  |             |             |             |  |  |                |       |
| Chiantla                                     | 0                      | 2                      | 2                      |  | Quiché           | 3                 | 0                | 3                |                  |  |  |                  |                  |                  |                  |  |  |                  |             |             |             |  |  |                |       |
| Quiché                                       | 1                      | 1                      | 2(v)                   |  |                  |                   |                  |                  |                  |  |  | Quiché           | 0                | 0                | 0                |  |  |                  |             |             |             |  |  |                |       |
| Antigua GFC                                  | 0                      | 1                      | 1(5)                   |  |                  |                   |                  |                  |                  |  |  | Iztapa           | 0                | 1                | 1                |  |  |                  |             |             |             |  |  |                |       |
| Chimaltenango FC                             | 1                      | 0                      | 1(4)                   |  |                  | Antigua GFC       | 2                | 0                | 2(2)             |  |  |                  |                  |                  |                  |  |  |                  |             |             |             |  |  |                |       |
| Iztapa                                       | 0                      | 4                      | 4                      |  | Iztapa           | 0                 | 2                | 2(4)             |                  |  |  |                  |                  |                  |                  |  |  |                  |             |             |             |  |  |                |       |
| Santa Lucía Cotzumalguapa                    | 2                      | 0                      | 2                      |  |                  |                   |                  |                  |                  |  |  |                  |                  |                  |                  |  |  |                  |             |             |             |  |  | Cobán Imperial | 4     |
| Comunicaciones                               | 4                      | 4                      | 8                      |  |                  |                   |                  |                  |                  |  |  |                  |                  |                  |                  |  |  |                  |             |             |             |  |  | San Pedro      | 1     |
| Universidad SC                               | 0                      | 1                      | 1                      |  |                  | Comunicaciones    | 2                | 1                | 3                |  |  |                  |                  |                  |                  |  |  |                  |             |             |             |  |  |                |       |
| Archivo:Flag of El Progreso.svg20px Sanarate | 1                      | 2                      | 3                      |  | Comunicaciones B | 3                 | 1                | 4                |                  |  |  |                  |                  |                  |                  |  |  |                  |             |             |             |  |  |                |       |
| Cremas B                                     | 1                      | 2                      | 3(v)                   |  |                  |                   |                  |                  |                  |  |  | Comunicaciones B | 0                | 1                | 1                |  |  |                  |             |             |             |  |  |                |       |
| Guastatoya                                   | 1                      | 4                      | 5                      |  |                  |                   |                  |                  |                  |  |  | Guastatoya       | 0                | 1                | 1                |  |  |                  |             |             |             |  |  |                |       |
| Sansare                                      | 2                      | 0                      | 2                      |  |                  | Guastatoya        | 1                | 3                | 4                |  |  |                  |                  |                  |                  |  |  |                  |             |             |             |  |  |                |       |
| Sacachispas                                  | 2                      | 0                      | 2                      |  | Sacachispas      | 1                 | 0                | 1                |                  |  |  |                  |                  |                  |                  |  |  |                  |             |             |             |  |  |                |       |
| Jocotán                                      | 1                      | 0                      | 1                      |  |                  |                   |                  |                  |                  |  |  |                  |                  |                  |                  |  |  | Comunicaciones B | 1           | 1           | 2           |  |  |                |       |
| Xelajú MC                                    | 2                      | 0                      | 2(v)                   |  |                  |                   |                  |                  |                  |  |  |                  |                  |                  |                  |  |  | San Pedro        | 2           | 1           | 3           |  |  |                |       |
| Sololá                                       | 2                      | 0                      | 2                      |  |                  | Xelajú MC         | 1                | 1                | 1                |  |  |                  |                  |                  |                  |  |  |                  |             |             |             |  |  |                |       |
| CD Marquense                                 | 0                      | 2                      | 2                      |  | San Pedro        | 3                 | 2                | 5                |                  |  |  |                  |                  |                  |                  |  |  |                  |             |             |             |  |  |                |       |
| San Pedro                                    | 2                      | 1                      | 3                      |  |                  |                   |                  |                  |                  |  |  | San Pedro        | 1                | 2                | 3                |  |  |                  |             |             |             |  |  |                |       |
| Siquinalá                                    | 2                      | 3                      | 5                      |  |                  |                   |                  |                  |                  |  |  | Siquinalá        | 0                | 1                | 1                |  |  |                  |             |             |             |  |  |                |       |
| Nueva Concepción                             | 2                      | 2                      | 4                      |  |                  | Siquinalá         | 2                | 2                | 4                |  |  |                  |                  |                  |                  |  |  |                  |             |             |             |  |  |                |       |
| CSD Suchitepéquez                            | 1                      | 4                      | 5(4)                   |  | Deportivo Reu    | 2                 | 1                | 3                |                  |  |  |                  |                  |                  |                  |  |  |                  |             |             |             |  |  |                |       |
| Deportivo Reu                                | 4                      | 1                      | 5(5)                   |  |                  |                   |                  |                  |                  |  |  |                  |                  |                  |                  |  |  |                  |             |             |             |  |  |                |       |

### Dieciseisavos de final

#### Regional 1 - Ciudad Capital
Mixco - Municipal
| Ida; 12 de septiembre de 2018 | Deportivo Mixco | 1:0 (0:0) | Municipal | Cementos Progreso, Ciudad de Guatemala |                                |
|                               | Campollo 75'    |           |           | Asistencia: 1.000 espectadores         | Asistencia: 1.000 espectadores |

| Vuelta; 19 de septiembre de 2018 | Municipal   | 1:0 (1:0) (Global 1-1 Pen(4-5)) | Deportivo Mixco | Estadio Manuel Felipe Carrera, Ciudad de Guatemala |  |
|                                  | Alvarado 8' |                                 |                 |                                                    |  |

###### Aurora - Petapa
| Ida; 12 de septiembre de 2018 | Aurora | 1:1 (0:1) | Petapa | Estadio del Ejército, Ciudad de Guatemala |  |
|                               |        |           |        | Asistencia: 540 espectadores              |  |

| Vuelta; 19 de septiembre de 2018 | Petapa | 2:2 (Global 3:3(v)) | Aurora | Estadio Julio Armando Cóbar, San Miguel Petapa |  |
|                                  |        |                     |        | Asistencia: 96 espectadores                    |  |

#### Regional 2 - Jutiapa-Verapaz
Achuapa - Mictlán
| Ida; 12 de septiembre de 2018 | Deportivo Achuapa | 3:0 (1:0) | Mictlán | Estadio Manuel Ariza, El Progreso, Jutiapa. |  |
|                               |                   |           |         | Asistencia: 350 espectadores                |  |

| Vuelta; 19 de septiembre de 2018 | Mictlán | 1:2 (Global 1:5) | Deportivo Achuapa | Estadio La Asunción, Asunción Mita |  |
|                                  |         |                  |                   | Asistencia: 350 espectadores       |  |

Carchá - Cobán Imperial
| Ida; 12 de septiembre de 2018 | Carchá | 0:1 (0:1) | Cobán Imperial | Estadio Juan Ramón Ponce, San Pedro Carchá |  |
|                               |        |           |                | Asistencia: 759 espectadores               |  |

| Vuelta; 19 de septiembre de 2018 | Cobán Imperial | 3:0 (Global 4:0) | Carchá | Estadio José Ángel Rossi, Cobán |  |
|                                  |                |                  |        | Asistencia: 3550 espectadores   |  |

#### Regional 3 - Noroccidente
Rosario - Malacateco
| Ida; 12 de septiembre de 2018 | Rosario | 1:1 (1:0) | Malacateco | Futeca Xela, Quetzaltenango  |  |
|                               |         |           |            | Asistencia: 200 espectadores |  |

| Vuelta; 19 de septiembre de 2018 | Malacateco | 1:0 (Global 2:1) | Rosario | Estadio Santa Lucía, Malacatán |  |
|                                  |            |                  |         | Asistencia: 860 espectadores   |  |

Quiché - Chiantla
| Ida; 12 de septiembre de 2018 | Quiché | 1:0 (0:0) | Chiantla | Estadio Municipal de Santa Cruz, Santa Cruz del Quiché |  |
|                               |        |           |          | Asistencia: 2 000 espectadores                         |  |

| Vuelta; 19 de septiembre de 2018 | Chiantla | 2:1 (1:0) (Global 2:2 (v)) | Quiché | Estadio Los Cuchumatanes, Huehuetenango |  |

#### Regional 4 - Centro-Sur
Chimaltenango - Antigua GFC
| Ida; 12 de septiembre de 2018 | Chimaltenango FC | 1:0 (0:0) | Antigua GFC | Estadio Municipal del Chimaltenango, Chimaltenango |  |
|                               |                  |           |             | Asistencia: 550 espectadores                       |  |

| Vuelta; 19 de septiembre de 2018 | Antigua GFC | 1:0 (0:0) (Global 1:1 (penales 4:2)) | Chimaltenango FC | Estadio Pensativo, Antigua Guatemala |  |
|                                  |             |                                      |                  | Asistencia: 1239 espectadores        |  |

Santa Lucía Cotzumalguapa - Iztapa
| Ida; 12 de septiembre de 2018 | Santa Lucía Cotzumalguapa | 2:0 (1:0) | Iztapa | Estadio Municipal de Santa Lucía Cotzumalguapa, Santa Lucía Cotzumalguapa |  |
|                               |                           |           |        | Asistencia: 3 200 espectadores                                            |  |

| Vuelta; 19 de septiembre de 2018 | Iztapa | 4:0 (2:0) (Global 4:2) | Santa Lucía Cotzumalguapa | El Morón, Iztapa             |  |
|                                  |        |                        |                           | Asistencia: 189 espectadores |  |

#### Regional 5 - Capital-Oriente
Universidad - Comunicaciones
| Ida; 12 de septiembre de 2018 | Universidad SC | 0:4 (0:1) | Comunicaciones | Estadio Revolución, Ciudad de Guatemala |  |
|                               |                |           |                | Asistencia: 220 espectadores            |  |

| Vuelta; 19 de septiembre de 2018 | Comunicaciones | 4:1 (3:0) (Global 8:1) | Universidad SC | Estadio Cementos Progreso, Ciudad de Guatemala |  |
|                                  |                |                        |                | Asistencia: 133 espectadores                   |  |

Comunicaciones B - Sanarate
| Ida; 12 de septiembre de 2018 | Cremas B | 1:1 (1:0) | Sanarate | Estadio Cementos Progreso, Ciudad de Guatemala |  |
|                               |          |           |          | Asistencia: 142 espectadores                   |  |

| Vuelta; 19 de septiembre de 2018 | Sanarate | 2:2 (2:1) (Global 3:3 (v)) | Cremas B | Estadio Municipal de Sanarate, Sanarate |  |
|                                  |          |                            |          | Asistencia: 344 espectadores            |  |

#### Regional 6 - Oriente

###### Sansare - Guastatoya
| Ida; 12 de septiembre de 2018 | Sansare | 2:1 (1:0) | Guastatoya | Estadio Las Victorias de Sansare, Sansare |  |
|                               |         |           |            | Asistencia: 776 espectadores              |  |

| Vuelta; 19 de septiembre de 2018 | Guastatoya | 4:1 (2:0) (Global 5:3) | Sansare | Estadio David Cordón Hichos, Guastatoya |  |
|                                  |            |                        |         | Asistencia: 151 espectadores            |  |

Jucotán - Sacachispas
| Ida; 12 de septiembre de 2018 | Jocotán | 1:2 (1:1) | Sacachispas | Estadio Municipal Olimpia, Jocotán |  |
|                               |         |           |             | Asistencia: 364 espectadores       |  |

| Vuelta; 19 de septiembre de 2018 | Sacachispas | 0:0 (0:0) (Global 2:1) | Jocotán | Estadio Las Victorias, Chiquimula |  |
|                                  |             |                        |         | Asistencia: 230 espectadores      |  |

#### Regional 7 - Suroccidente
Sololá - Xelajú MC
| Ida; 12 de septiembre de 2018 | Sololá | 2:2 (1:1) | Xelajú MC | Estadio Xambá, Sololá          |  |
|                               |        |           |           | Asistencia: 1 235 espectadores |  |

| Vuelta; 19 de septiembre de 2018 | Xelajú MC | 0:0 (0:0) (Global (v) 2:2) | Sololá | Estadio Mario Camposeco, Quetzaltenango |  |
|                                  |           |                            |        | Asistencia: 3 200 espectadores          |  |

Marquense - San Pedro
| Ida; 12 de septiembre de 2018 | Deportivo San Pedro | 2:0 (1:0) | CD Marquense | Estadio Sampedrano, San Pedro Sacatepéquez |  |
|                               |                     |           |              | Asistencia: 2 200 espectadores             |  |

| Vuelta; 19 de septiembre de 2018 | CD Marquense | 2:1 (1:1) (Global 2:3) | Deportivo San Pedro | Estadio Marquesa de la Ensenada, San Marcos |  |
|                                  |              |                        |                     | Asistencia: 950 espectadores                |  |

#### Regional 8 - Sur
Nueva Concepción - Siquinalá
| Ida; 12 de septiembre de 2018 | Nueva Concepción | 2:2 (0:2) | Siquinalá | Estadio José Luis Ibarra, Nueva Concepción |  |
|                               |                  |           |           | Asistencia: 780 espectadores               |  |

| Vuelta; 19 de septiembre de 2018 | Siquinalá | 3:2 (1:2) (Global 5.4) | Nueva Concepción | Estadio Mateo Sicay Paz, Siquinalá |  |
|                                  |           |                        |                  | Asistencia: 330 espectadores       |  |

Deportivo Reu - CSD Suchitepéquez
| Ida; 12 de septiembre de 2018 | Deportivo Reu | 4:1 (1:1) | CSD Suchitepéquez | Estadio Óscar Monterroso Izaguirre, Retalhuleu |  |
|                               |               |           |                   | Asistencia: 345 espectadores                   |  |

| Vuelta; 19 de septiembre de 2018 | CSD Suchitepéquez | 4:1 (3:0) (Global 5:5 (penales 2:4)) | Deportivo Reu | Estadio Carlos Salazar, Mazatenango |  |
|                                  |                   |                                      |               | Asistencia: 2 387 espectadores      |  |

### Octavos de final

#### Mixco - Aurora
| Ida; 17 de octubre de 2018 | Deportivo Mixco | 1:0 (0:0) | Aurora | Complejo Deportivo de Mixco, Mixco |  |
|                            |                 |           |        | Asistencia: 203 espectadores       |  |

| Vuelta; 24 de octubre de 2018 | Aurora | 2:1 (1:0) (Global 2:2(v)) | Deportivo Mixco | Estadio del Ejército, Ciudad de Guatemala |  |
|                               |        |                           |                 | Asistencia: 303 espectadores              |  |

#### Achuapa - Cobán Imperial
| Ida; 17 de octubre de 2018 | Deportivo Achuapa | 2:0 (2:0) | Cobán Imperial | Estadio Manuel Ariza, Asunción Mita |  |
|                            |                   |           |                | Asistencia: 750 espectadores        |  |

| Vuelta; 24 de octubre de 2018 | Cobán Imperial | 5:0 (3:0) (Global 5:2) | Deportivo Achuapa | Estadio José Ángel Rossi, Cobán |  |
|                               |                |                        |                   | Asistencia: 3 255 espectadores  |  |

#### Quiché - Malacateco
| Ida; 17 de octubre de 2018 | Quiché | 3:0 (2:0) | Malacateco | Estadio Santa Cruz, Santa Cruz del Quiché |  |
|                            |        |           |            | Asistencia: 2 359 espectadores            |  |

| Vuelta; 24 de octubre de 2018 | Malacateco | 0:0 (Global 0:3) | Quiché | Estadio Santa Lucía, Malacatán |  |
|                               |            |                  |        | Asistencia: 789 espectadores   |  |

#### Iztapa - Antigua GFC
| Ida; 17 de octubre de 2018 | Iztapa | 2:0 (2:0) | Antigua GFC | Estadio El Morón, Iztapa     |  |
|                            |        |           |             | Asistencia: 137 espectadores |  |

| Vuelta; 24 de octubre de 2018 | Antigua GFC | 2:0 (0:0) (Global 2:2 (penales 2:4)) | Iztapa | Estadio Pensativo, Antigua Guatemala |  |
|                               |             |                                      |        | Asistencia: 1 132 espectadores       |  |

#### Comunicaciones B - Comunicaciones
| Ida; 17 de octubre de 2018 | Cremas B | 3:2 (2:1) | Comunicaciones | Estadio Cementos Progreso, Ciudad de Guatemala |  |
|                            |          |           |                | Asistencia: 150 espectadores                   |  |

| Vuelta; 24 de octubre de 2018 | Comunicaciones | 1:1 (1:0) (Global 3:4) | Cremas B | Estadio Cementos Progreso, Ciudad de Guatemala |  |
|                               |                |                        |          | Asistencia: 230 espectadores                   |  |

#### Sacachispas - Guastatoya
| Ida; 17 de octubre de 2018 | Sacachispas | 1:1 (0:1) | Guastatoya | Estadio Las Victorias, Chiquimula |  |
|                            |             |           |            | Asistencia: 1 120 espectadores    |  |

| Vuelta; 24 de octubre de 2018 | Guastatoya | 3:0 (2:0) (Global 4:1) | Sacachispas |                              |  |
|                               |            |                        |             | Asistencia: 187 espectadores |  |

#### San Pedro - Xelajú MC
| Ida; 17 de octubre de 2018 | Deportivo San Pedro | 3:1 (2:0) | Xelajú MC | Estadio Sampedrano, San Pedro Sacatepéquez |  |
|                            |                     |           |           | Asistencia: 1 895 espectadores             |  |

| Vuelta; 24 de octubre de 2018 | Xelajú MC | 0:2 (0:1) (Global 1:5) | Deportivo San Pedro | Estadio Mario Camposeco, Quetzaltenango |  |
|                               |           |                        |                     | Asistencia: 3 225 espectadores          |  |

#### Deportivo Reu - Siquinalá
| Ida; 17 de octubre de 2018 | Deportivo Reu | 2:2 (1:1) | Siquinalá | Estadio Óscar Monterroso Izaguirre, Retalhuleu |  |
|                            |               |           |           | Asistencia: 322 espectadores                   |  |

| Vuelta; 24 de octubre de 2018 | Siquinalá | 2:1 (1:0) (Global 4:3) | Deportivo Reu | Estadio Mateo Sicay Paz, Siquinalá |  |
|                               |           |                        |               | Asistencia: 823 espectadores       |  |

### Cuartos de final

#### Deportivo Mixco - Cobán Imperial
| Ida; 14 de noviembre de 2018 | Deportivo Mixco | 0:1 (0:0) | Cobán Imperial | Complejo Deportivo de Mixco, Mixco |  |
|                              |                 |           |                | Asistencia: 750 espectadores       |  |

| Vuelta; 21 de noviembre de 2018 | Cobán Imperial | 1:1 (0:0) (Global 2:1) | Deportivo Mixco | Estadio José Ángel Rossi, Cobán |  |
|                                 |                |                        |                 | Asistencia: 2 350 espectadores  |  |

#### Quiché - Iztapa
| Ida; 14 de noviembre de 2018 | Quiché | 0:0 (0:0) | Iztapa | Estadio Municipal Santa Cruz, Santa Cruz del Quiché |  |
|                              |        |           |        | Asistencia: 2 815 espectadores                      |  |

| Vuelta; 21 de noviembre de 2018 | Iztapa | 1:0 (0:0) (Global 1:0) | Quiché | Estadio El Morón, Iztapa     |  |
|                                 |        |                        |        | Asistencia: 103 espectadores |  |

#### Comunicaciones B - Guastatoya
| Ida; 14 de noviembre de 2018 | Cremas B | 0:0 (0:0) | Guastatoya | Estadio Cementos Progreso, Ciudad de Guatemala |  |
|                              |          |           |            | Asistencia: 89 espectadores                    |  |

| Vuelta; 21 de noviembre de 2018 | Guastatoya | 0:1 (0:1) (Global 0:1) | Cremas B | Estadio David Cordón Hichos, Guastatoya |  |
|                                 |            |                        |          | Asistencia: 203 espectadores            |  |

#### San Pedro - Siquinalá
| Ida; 14 de noviembre de 2018 | Deportivo San Pedro | 1:0 (0:0) | Siquinalá | Estadio Sampedrano, San Pedro Sacatepéquez |  |
|                              |                     |           |           | Asistencia: 1 203 espectadores             |  |

| Vuelta; 21 de noviembre de 2018 | Siquinalá | 1:2 (1:1) (Global 1:3) | Deportivo San Pedro | Estadio Mateo Sicay Paz, Siquinalá |  |

### Semifinales

#### Iztapa - Cobán Imperial
| Ida; 9 de enero de 2019 | Iztapa | 1-1 | Cobán Imperial | El Morón, Iztapa |  |

| Vuelta; 23 de enero de 2019 | Cobán Imperial | 2-1 (Global (3-2)) | Iztapa | Estadio José Ángel Rossi, Cobán |  |
|                             |                |                    |        | Asistencia: 750 espectadores    |  |

#### Comunicaciones B - San Pedro
| Ida; 9 de enero de 2019 | Deportivo San Pedro | 2-1 | Cremas B | Estadio Sampedrano, San Pedro Sacatepéquez |  |

| Vuelta; 23 de enero de 2019 | Cremas B | 1-1 (Global (2-3)) | Deportivo San Pedro | Estadio Cementos Progreso, Ciudad de Guatemala |  |

### FINAL

#### Ida
| Ida; 6 de febrero de 2019 | Deportivo San Pedro | 1:2 | CD Cobán Imperial                 | Estadio Sampedrano, San Pedro Sacatepéquez |                                |
|                           | Kevin Mérida 43'    |     | 26' Danilo Guerra 88' Víctor Guay | Asistencia: 2 585 espectadores             | Asistencia: 2 585 espectadores |

#### Vuelta
| Vuelta; 20 de febrero de 2019 | CD Cobán Imperial                   | 2:0 (1:0) (Global 4:1) | Deportivo San Pedro | Estadio José Ángel Rossi, Cobán |                                |
|                               | Danilo Guerra 35' Gerson Tinoco 78' |                        |                     | Asistencia: 8 789 espectadores  | Asistencia: 8 789 espectadores |

| Campeón 2018-19 |
| --------------- |
|                 |
| Cobán Imperial  |
| 1° Título       |